# 제19회 인디다큐페스티발
제19회 인디다큐페스티발은 2019년 3월 21일에 열린 시상식이다.

## 수상 및 후보

### 관객상
- 로그북 - 복진오 수상

### 국내 신작전
- 방문 - 명소희
- 한국인을 관두는 법 - 안건형
- 보이지 않는 배우들 - 채형식
- 길모퉁이가게 - 이숙경
- 로그북 - 복진오
- 공사의 희로애락 - 장윤미
- 12 하고 24 - 김남석
- 야광 - 임철민
- 사수 - 김설해
- 동물, 원 - 왕민철
- 기프실 - 문창현
- 망치 - 최서윤
- 75미터의 끝에서 - 김현정
- 유언 - 김성은 외 1명
- 모스크바 닭도리탕 - 오재형
- 오늘과 내일 - 유하은
- 94. 비디오앨범 - 허세준
- 핑크페미 - 남아름
- 추방자들 - 백종관
- 편안한 밤 - 이준용
- 환영의 도시 - 정한
- 거대 생명체들의 도시 - 박군제
- 부당, 쓰러지지 않는 - 최아람
- 보이지 않는 아이들 - 아오리
- 례 - 권순현
- 밤낮 - 우주인
- 463 - 포엠 오브 더 로스트 - 권아람
- 우리 아버지께 - 김유진
- SFdrome : 주세죽 - 김소영
- 눈의 마음: 이후 - 김소영
- 스윗 골든 키위 - 전규리

### 올해의 초점
- 김군 - 강상우
- 리틀보이 12725 - 김지곤
- 기억의 전쟁 - 이길보라
- 나의 노래: 메아리 - 정일건
- 오, 사랑 - 김응수
- 산나리 - 김응수
- 상 - 오민욱
- 적막의 경관 - 오민욱
- 야경 - 오민욱

### 특별상영
- 아빠가 죽으면 나는 어떡하지? - 남순아
- 모래 - 강유가람
- 친밀한 가족 - 윤다희
- 꽃피는 편지 - 강희진
- 우리보고 죽우란 말이냐 - 고상현
- 옥탑방 열기 - 고유정 외 1명

### 해외 초청전
- 엄마의 외길 - 바니 나수티온
- 빛의 환영 - 와타나푸메 라이수완차이
- 야만의 땅 - 안젤라 리치 뤽치 외 1명
- 동양 이미지 - 반달 투어리즘 - 안젤라 리치 뤽치 외 1명
- 정상에선 모든 것이 조용하다 - 안젤라 리치 뤽치 외 1명